# Wodnyk Mikołajów
Wodnyk Mikołajów (ukr. Футбольний клуб «Водник» Миколаїв, Futbolnyj Kłub "Wodnyk" Mykołajiw) – ukraiński klub piłkarski z siedzibą w Mikołajowie.

## Historia
Chronologia nazw:
- 1946—1993: Wodnyk Mikołajów (ukr. «Водник» Миколаїв)
- 2001—2003: Wodnyk Mikołajów (ukr. «Водник» Миколаїв)

Piłkarska drużyna Wodnyk została założona w mieście Mikołajów w 1946 i reprezentowała miejscowy port.
Zespół występował w rozgrywkach lokalnych mistrzostw i Pucharu obwodu mikołajowskiego. W 1974 zdobył pierwsze mistrzostwo obwodu, a w następnym roku debiutował w rozgrywkach Mistrzostw Ukraińskiej SRR spośród drużyn amatorskich. Potem niejednokrotnie występował w tym turnieju.
Od początku rozrywek w niezależnej Ukrainie klub w sezonie 1992/93 występował w Mistrzostwach Ukrainy spośród drużyn amatorskich, w których zajął ostatnie 14 miejsce w 6 grupie. W 1993 roku przez problemy finansowe klub został rozwiązany.
Dopiero w 2001 roku nastąpiło odrodzenie klubu. W pierwszym sezonie zespół zdobył mistrzostwo i Puchar miasta i obwodu. W 2002 startował w rozgrywkach Amatorskich Mistrzostw Ukrainy, w których w turnieju finałowym zajął 3 miejsce i zdobył awans do Drugiej Lihi. Ale zmieniło się kierownictwo portu, które już nie angażowało się w rozwój klubu piłkarskiego. W ostatniej chwili kierownictwo portu wpłaciło wstępny wniosek do Lihi, a potem z zatrzymaniem wypłacało pensje piłkarzom. Po rundzie jesiennej sezonu 2003/04 klub zrezygnował z dalszych występów w Drugiej Lidze i został rozwiązany.

## Sukcesy
- 16 miejsce w Drugiej Lidze, Grupie B:

2003/04
- 1/32 finału Pucharu Ukrainy:

2003/04
- brązowy medalista Amatorskich Mistrzostw Ukrainy:

2002
- mistrz obwodu mikołajowskiego:

1987, 2001, 2002
- zdobywca Pucharu obwodu mikołajowskiego:

2001, 2002